# Metapenaeopsis smithi
Metapenaeopsis smithi är en kräftdjursart som först beskrevs av Schmitt 1924.  Metapenaeopsis smithi ingår i släktet Metapenaeopsis och familjen Penaeidae. Inga underarter finns listade i Catalogue of Life.